# Discophora amethystina
Discophora amethystina is een vlinder uit de familie Nymphalidae. De wetenschappelijke naam van de soort is voor het eerst geldig gepubliceerd in 1900 door Hans Ferdinand Emil Julius Stichel.